# Ásgeir Örn Hallgrímsson
Asgeir Örn Hallgrimsson (ur. 17 lutego 1984 w Reykjavíku) – islandzki piłkarz ręczny, rozgrywający, występujący w Division 1, w drużynie Paris Saint-Germain Handball. Podczas mistrzostw Europy w 2010, w Austrii zdobył brązowy medal.
W 2008 otrzymał Krzyż Kawalerski Orderu Sokoła Islandzkiego.

## Sukcesy
- 2008:  Igrzysk Olimpijskich
- 2010:  mistrzostw Europy